# Монстр (группа)

Схема 26 спорадических простых групп и их отношения

Монстр (M, монстр Фишера — Гриса, «дружественный гигант», от англ. friendly giant) в теории групп — спорадическая простая группа порядка
{\displaystyle 808\,017\,424\,794\,512\,875\,886\,459\,904\,961\,710\,757\,005\,754\,368\,000\,000\,000=}
{\displaystyle =2^{46}\cdot 3^{20}\cdot 5^{9}\cdot 7^{6}\cdot 11^{2}\cdot 13^{3}\cdot 17\cdot 19\cdot 23\cdot 29\cdot 31\cdot 41\cdot 47\cdot 59\cdot 71\approx 8{,}08\cdot 10^{53}}.

## История и свойства
Была исходно построена Робертом Грайсом в 1981 году как группа автоморфизмов определённой алгебры в евклидовом пространстве размерности 196883. Затем была обнаружена более простая конструкция, связывающая её с решёткой Лича и двоичным кодом Голея.
В 1992 году Борчердсом была доказана гипотеза чудовищного вздора,  которая утверждает, что размерности неприводимых представлений этой группы оказываются связаны с коэффициентами ряда Лорана j-инварианта:
{\displaystyle j(\tau )={\frac {1}{q}}+744+196884q+21493760q^{2}+864299970q^{3}+\cdots }
В 2023 году была завершена классификация максимальных подгрупп монстра M.